# Bouscarle du Cachemire
Locustella kashmirensis
Espèce
La Bouscarle du Cachemire (Locustella kashmirensis) est une espèce de passereaux de la famille des Locustellidae. Certains auteurs la considèrent comme une sous-espèce de la Bouscarle tachetée.

## Répartition
On la trouve depuis le Pakistan jusqu'en Chine.